# Маріо Дзурліні
Маріо Дзурліні (італ. Mario Zurlini, 17 березня 1942, Парма — 16 лютого 2023) — італійський футболіст, що грав на позиції захисника. По завершенні ігрової кар'єри — футбольний тренер.
Більшу частину ігрової кар'єри провів у «Наполі», як тренер працював з низкою нижчолігових італійських клубів.

## Ігрова кар'єра
Народився 17 березня 1942 року в місті Парма. Вихованець футбольної школи клубу «Парма». Дорослу футбольну кар'єру розпочав 1962 року в основній команді того ж клубу, в якій провів два сезони, взявши участь у 56 матчах Серії В.
Влітку 1964 року перейшов до «Наполі», у складі якого в першому ж сезоні виборов путівку до Серії А. 20 листопада 1966 року в домашньому програному проти «Ювентуса» Дзурліні дебютував у вищому італійському дивізіоні, а з сезону 1968/69 став основним гравцем команди, створивши з Діно Пандзанато пару захисників, яка була основною протягом 6 сезонів і допомогла клубу завоювати третє місце Серії А в сезонах 1970/71 і 1973/74. Всього відіграв за неаполітанську команду десять сезонів своєї ігрової кар'єри. Крім того він, не маючи за свою кар'єру жодного матчу за збірну Італії, був включений до списку сорока гравців для підготовки до чемпіонату світу 1970 року в Мексиці, проте в остаточну заявку не потрапив.
У березні 1974 року, повертаючись з поїздки в Чезену, Дзурліні потравив в серйозну аварію, в якій загинуло двоє людей і яка поставила під загрозу продовження кар'єри Маріо на високому рівні. Тому після відновлення з 1975 року Маріо грав у «Матері», де також виконував обов'язки граючого тренера, вигравши Серію D 1975-76 і закінчивши кар'єру футболіста в Серії C сезону 1976—1977, зігравши в останній ігровий рік 33 матчі і 1 забивши один гол..
За свою кар'єру він провів в цілому 182 матчів і забив 2 голи в Серії А (в тому числі гол ударом ножицями в грі проти «Ювентуса» (1:4) в сезоні 1970-71), і 71 матчів і 1 гол у Серії B.

## Кар'єра тренера
Розпочав повноцінну тренерську кар'єру 1975 року, очоливши тренерський штаб «Бріндізі», де пропрацював один рік.
В подальшому очолював низку клубів, в основному в південній частині Італії, що виступали у Серії C і Серії D. Найбільшим досягненням Дзурліні стала перемога в групі М Міжрегіонального чемпіонату сезону 1986-87 з клубом «Атлетіко Катанія», який довзовил команді вперше в історії вийти до Серії С2.
Останнім місцем тренерської роботи Дзурліні був клуб «Казертана», головним тренером якої Маріо був з 1999 по 2000 рік.

## Титули і досягнення

### Як гравця
- Володар Кубка Альп:

«Наполі»: 1966
- Переможець Серії D:

«Матера»: 1975-76 (група H)

### Як тренера
- Переможець Серії D:

«Матера»: 1975-76 (група H)
- Переможець Міжрегіонального чемпіонату: «Атлетіко Катанія»: 1986-87 (група M)